# Biskra (provins)
Biskra (arabiska: ولاية بسكرة) är en provins (wilaya) i nordöstra Algeriet. Provinsen har 730 262 invånare (2008). Biskra är huvudort.

## Administrativ indelning
Provinsen är indelad i 12 distrikt (daïras) och 33 kommuner (baladiyahs).